# Marek Pol
Marek Ludwik Pol (ur. 8 grudnia 1953 w Słupsku) – polski polityk, inżynier i ekonomista.
Przewodniczący Unii Pracy w latach 1998–2004, poseł na Sejm X (1989–1991), II (1993–1997) i IV kadencji (2001–2005), w latach 1993–1995 minister przemysłu i handlu w rządzie Waldemara Pawlaka, w latach 1995–1997 sekretarz stanu i pełnomocnik Rady Ministrów ds. reformy rządu, w latach 2001–2004 wiceprezes Rady Ministrów i minister infrastruktury w rządzie Leszka Millera.

## Życiorys
Syn Jerzego i Wandy. Absolwent VIII Liceum Ogólnokształcącego im. Adama Mickiewicza w Poznaniu. W 1977 ukończył studia na Wydziale Maszyn Roboczych i Pojazdów Politechniki Poznańskiej, a w 1979 studia na Wydziale Ekonomiki Produkcji na Akademii Ekonomicznej w Poznaniu. W latach 1977–1993 pracował w Fabryce Samochodów Rolniczych w Poznaniu, pełniąc od 1981 funkcję wicedyrektora i doprowadzając w 1993 do prywatyzacji fabryki z udziałem koncernu Volkswagen.
W latach 1976–1990 był członkiem Polskiej Zjednoczonej Partii Robotniczej, następnie współtworzył Polską Unię Socjaldemokratyczną i Wielkopolską Unię Socjaldemokratyczną, w 1992 został jednym z założycieli Unii Pracy. Od 1989 do 1991 sprawował mandat posła wybranego z ramienia PZPR na Sejm kontraktowy. Pełnił funkcję wiceprzewodniczącego Komisji Nadzwyczajnej do rozpatrzenia projektów ustaw związanych ze stabilizacją gospodarczą oraz zmianami systemowymi, a także wiceprzewodniczącego Komisji Przekształceń Własnościowych. W trakcie kadencji przeszedł do Poselskiego Klubu Pracy, utworzonego przez posłów Polskiej Unii Socjaldemokratycznej. Po zakończonej kadencji Sejmu był społecznym ekspertem gospodarczym Polskiego Stronnictwa Ludowego, współpracował również z tą partią m.in. podczas zakończonych niepowodzeniem negocjacji w sprawie utworzenia w 1992 rządu pod kierownictwem Waldemara Pawlaka.
Ponownie zasiadał w Sejmie w trakcie II kadencji w latach 1993–1997 z ramienia Unii Pracy. W 1993, mimo niewejścia UP do rządu koalicji SLD-PSL, objął funkcję ministra przemysłu i handlu w rządzie Waldemara Pawlaka (zawieszając członkostwo w UP). Po dymisji tego rządu jako sekretarz stanu i pełnomocnik Rady Ministrów odpowiadał za przygotowanie i przeprowadzenie reformę centrum administracyjno-gospodarczego rządu. Wiosną 1997, po jej zakończeniu, odszedł z zajmowanej funkcji i powrócił do działalności w Unii Pracy.
W 1997 nie uzyskał mandatu poselskiego (UP nie przekroczyła wówczas progu wyborczego). W tym samym roku objął funkcję prezesa Towarzystwa Naukowego Organizacji i Kierownictwa, zajmując to stanowisko do 1998. 28 marca 1998 na VI kongresie Unii Pracy wybrano go na przewodniczącego partii. Wkrótce w imieniu UP zawarł z PSL oraz Krajową Partią Emerytów i Rencistów koalicję pod nazwą Przymierze Społeczne celem wspólnego startu w wyborach samorządowych w 1998. Lista uzyskała łącznie 89 mandatów w sejmikach (które przypadły głównie kandydatom PSL).
Ponownie wybierano go na przewodniczącego UP na trzech kolejnych kongresach. Przed wyborami prezydenckimi w 2000 doprowadził do poparcia przez UP kandydatury Aleksandra Kwaśniewskiego. Podpisał następnie porozumienie z Sojuszem Lewicy Demokratycznej o utworzeniu na potrzeby wyborów parlamentarnych w 2001 koalicji wyborczej Sojusz Lewicy Demokratycznej – Unia Pracy. W wyborach tych koalicja zdobyła ponad 41% poparcia a Unia Pracy 16 mandatów poselskich i 7 senatorskich. Pozwoliło jej to stworzyć na początku kadencji samodzielny klub poselski.
Wybrano go wówczas po raz trzeci na posła z okręgu konińskiego, uzyskał 42 546 głosów. 6 października 2001 objął urząd wicepremiera i ministra infrastruktury w rządzie Leszka Millera, zajmując te stanowiska do 2 maja 2004. W 2003 doprowadził do uchwalenia tzw. specustawy drogowej, zakładającej uproszczenie procesu pozyskiwania gruntów pod budowę dróg. W 2004 doprowadził do utworzenia Krajowego Funduszu Drogowego oraz do wprowadzenia (po odrzuceniu przez Sejm projektu opłat winietowych) obligatoryjnej opłaty paliwowej, stanowiącej źródło środków krajowych na budowę i remonty dróg. Kierował negocjacjami akcesyjnymi Polski do Unii Europejskiej w kilku obszarach negocjacyjnych. Przewodniczył także negocjacjom z rządem Ukrainy w sprawie budowy rurociągu Odessa-Brody oraz negocjacjom z rządem Rosji w sprawie zmian w umowie gazowej z 1993.
W 2004 zrezygnował z ponownego kandydowania na stanowisko przewodniczącego Unii Pracy, obejmując funkcję przewodniczącego rady krajowej tej partii. W 2005 bez powodzenia kandydował do Sejmu z listy Socjaldemokracji Polskiej (w ramach porozumienia wyborczego). W marcu 2017 złożył rezygnację z funkcji przewodniczącego rady krajowej UP; został honorowym przewodniczącym tej partii.

## Oznaczenia
W 1988 otrzymał Srebrny Krzyż Zasługi.

## Życie prywatne
Żonaty, ma dwoje dzieci.